# 51.º Distrito Congressional da Califórnia
O 51º Distrito Congressional da Califórnia (em inglês:  California's 51st congressional district) é um dos 53 Distritos Congressionais do Estado norte-americano da Califórnia, segundo o censo de 2000 sua população é de 639.088 habitantes, sua área é de 39.243 km sendo um dos maiores da Califórnia.
O ditrito está localizado no Condado de San Diego, segundo o censo de 2000, o maior grupo étnico do distrito são os hispânicos que representam 53,3%, os brancos são 21,3%, 12,4% são asiáticos, os negros são 9,4%.
O distrito é representado pelo democrata Bob Filner. Na eleição presidencial de 2008, Barack Obama venceu no distrito com 63,1%.